# Бернардо Мота
Бернардо Мота (порт. Bernardo Mota; нар. 14 червня 1971) — колишній португальський тенісист.
Найвищу одиночну позицію світового рейтингу — 194 місце досяг 31 березня 1997, парну — 96 місце — 21 квітня 1997 року.
Здобув 1 парний титул.
Найвищим досягненням на турнірах Великого шолома було 2 коло в парному розряді.
Завершив кар'єру 2005 року.

## Фінали за кар'єру

### Парний розряд (1 перемога)
| Легенда                         |
| Турніри Великого шлему (0/0)    |
| Чемпіонат світу туру ATP (0/0)  |
| Серія Мастерс ATP (0/0)         |
| Серія ATP Інтернешнл Ґолд (0/0) |
| Серія ATP Інтернешнл (1/0)      |

| Титули за покриттям |
| Тверде (0/0)        |
| Ґрунт (1/0)         |
| Трава (0/0)         |
| Килим (0/0)         |

| Результат | Ранг | Дата     | Турнір            | Покриття | Партнер       | Суперники                | Рахунок       |
| --------- | ---- | -------- | ----------------- | -------- | ------------- | ------------------------ | ------------- |
| Перемога  | 1.   | Чер 1996 | Порту, Португалія | Ґрунт    | Емануел Коуту | Джошуа Ігл Ендрю Флорент | 4–6, 6–4, 6–4 |